# (2246) Bowell
(2246) Bowell (1979 XH) – planetoida z grupy pasa głównego asteroid okrążająca Słońce w ciągu 7,85 lat w średniej odległości 3,95 au. Odkryta 14 grudnia 1979 roku.